# Трка на 400 метара
Трка на 400 метара је једна од атлетских дисциплина. То је најдужа спринтерска дисциплина. На стандардној атлетској стази, ова трка обухвата један круг око стадиона. Такмичари започињу трку ниским стартом и трче у својој стази читаву трку. Стартни блокови омогућавају тркачима да почну снажније, али тркачи треба да имају брзинску издржљивост и способност да се добро носе са великим количинама млечне киселине како би одржали велику брзину током целог круга. Иако се сматра да је трка на 400 метара претежно анаеробни изазов за организам, неопходан је и аеробни тренинг за врхунске резултате.
На Летњим олимпијским играма трка на 400 метара је заступљена од 1896. за мушкарце и од 1964. за жене.

## Светски рекорди
Светски рекорд у овој дисциплини држи Вејд ван Ниекерк из Јужне Африке у времену 43,03 секунди са којим је победио на Олимпијским играма у Рио де Жанеиру 14. августа 2016. Овај резултат је уједно и Олимпијски рекорд.
Власник дворанског рекорда је Кристофер Моралес-Вилијамс из Канаде са 44,49 секунди постигнутим у Фејетвилу, САД, 24. фебруара 2024.
У женској конкуренцији најбољи резултат свих времена је истрчала Марита Кох из Источне Немачке са временом 47,60 секунди, у Канбери 6. октобра 1985. Олимпијски рекорд држи Марилејди Паулино из Доминиканске Републике са 48,17 секунди истрчаним у Паризу, 9. августа 2024.
Дворански рекорд за жене држи Фемке Бол из Холандије са резултатом 49,17 секунди постигнутим 2. марта 2024. у Глазгову, Уједињено Краљевство.

### Листа најбржих атлетичара у трци на 400 метара на отвореном
Ово је листа 10 најбржих атлетичара свих времена у трци на 400 метара, на дан 14. новембар 2024.
| Ранг | Резултат | Име               | Датум рођења        | Држава               | Место                               | Датум            |
| ---- | -------- | ----------------- | ------------------- | -------------------- | ----------------------------------- | ---------------- |
| 1.   | 43,03    | Вејд ван Никерк   | 15. јули 1992.      | Јужна Африка         | Рио де Жанеиро, Бразил              | 14. август 2016. |
| 2.   | 43,18    | Мајкл Џонсон      | 13. септембар 1967. | Сједињене Државе     | Севиља, Шпанија                     | 26. август 1999. |
| 3.   | 43,29    | Хари Бач Рејнолдс | 8. јуни 1964.       | Сједињене Државе     | Цирих, Швајцарска                   | 17. август 1988. |
| 4.   | 43,40    | Квинси Хол        | 31. јул 1998.       | Сједињене Државе     | Сен Дени, Француска                 | 7. август 2024.  |
| 5.   | 43,44    | Метју Хадсон-Смит | 26. октобар 1994.   | Уједињено Краљевство | Сен Дени, Француска                 | 7. август 2024.  |
| 6.   | 43,45    | Џереми Воринер    | 31. јануар 1984.    | Сједињене Државе     | Осака, Јапан                        | 31. август 2007. |
| 6.   | 43,45    | Мајкл Норман      | 3. децембар 1997.   | Сједињене Државе     | Торанс, Сједињене Америчке Државе   | 20. април 2019.  |
| 8.   | 43,48    | Стивен Гардинер   | 12. септембар 1995. | Бахами               | Клермонт, Сједињене Америчке Државе | 25. јул 2020.    |
| 9.   | 43,50    | Квинси Вотс       | 18. јун 1970.       | Сједињене Државе     | Барселон, Шпанија                   | 5. август 1992.  |
| 10.  | 43,64    | Фред Керли        | 7. мај 1995.        | Сједињене Државе     | Де Мојн, Сједињене Америчке Државе  | 27. јул 2021.    |

### Листа најбржих атлетичарки у трци на 400 метара на отвореном
Ово је листа 10 најбржих атлетичарки свих времена у трци на 400 метара, на дан 14. новембар 2024.
| Ранг | Резултат | Име                  | Датум рођења      | Држава                 | Место                             | Датум            |
| ---- | -------- | -------------------- | ----------------- | ---------------------- | --------------------------------- | ---------------- |
| 1.   | 47,60    | Марита Кох           | 18. фебруар 1957. | Источна Немачка        | Канбера, Аустралија               | 6. октобар 1985. |
| 2.   | 47,99    | Јармила Кратохвилова | 26. јануар 1956.  | Чехословачка           | Хелсинки, Финска                  | 10. август 1983. |
| 3.   | 48,14    | Салва Еид Насер      | 23. мај 1998.     | Бахреин                | Доха, Катар                       | 3. октобар 2019. |
| 4.   | 48,17    | Марилејди Паулино    | 25. октобар 1996. | Доминиканска Република | Париз, Француска                  | 9. август 2024.  |
| 5.   | 48,25    | Мари-Жозе Перек      | 9. мај 1968.      | Француска              | Атланта Сједињене Америчке Државе | 29. јул 1996.    |
| 6.   | 48,27    | Олга Бризгина        | 30. јун 1963.     | Совјетски Савез        | Канбера, Аустралија               | 6. октобар 1985  |
| 7.   | 48,36    | Шони Милер Уибо      | 15. април1994.    | Бахами                 | Токио, Јапан                      | 6. август 2021.  |
| 8.   | 48,57    | Никиша Прајс         | 7. март 2001.     | Јамајка                | Лондон, Уједињено Краљевство      | 20. јули 2024.   |
| 9.   | 48,59    | Татјана Кочембова    | 2. мај 1962.      | Чехословачка           | Хелсинки Финска                   | 10. август 1983. |
| 10.  | 48,63    | Кети Фримен          | 16. фебруар 1973. | Аустралија             | Атланта Сједињене Америчке Државе | 29. јул 1996.    |

## Светски и континентални рекорди

### Светски и континентални рекорди атлетичара на 400 метара на отвореном
Ово је листа светског и континенталних рекорда на дан 14. новембар 2024.
| Рекорд | Резултат | Име                                         | Датум рођења        | Држава               | Место                  | Датум               | Извор  |
| ------ | -------- | ------------------------------------------- | ------------------- | -------------------- | ---------------------- | ------------------- | ------ |
| СР     | 43,03    | Вејд ван Никерк                             | 15. јули 1992.      | Јужна Африка         | Рио де Жанеиро, Бразил | 14. август 2016.    | [ 4 ]  |
| АФР    | 43,03    | Вејд ван Никерк                             | 15. јули 1992.      | Јужна Африка         | Рио де Жанеиро, Бразил | 14. август 2016.    | [ 5 ]  |
| АЗР    | 43.93    | Јусуф Ахмед Масрахи                         | 15. јули 1992.      | Саудијска Арабија    | Пекинг, Кина           | 23. август 2015.    | [ 6 ]  |
| ЕР     | 43,44    | Метју Хадсон-Смит                           | 26. октобар 1994.   | Уједињено Краљевство | Сент Дени, Француска   | 7. август 2024.     | [ 7 ]  |
| ЈАР    | 43,93    | Антони Хосе Замбрано                        | 17. јануар 1998.    | Колумбија            | Доха, Катар            | 4. октобар 2019.    | [ 8 ]  |
| ОКР    | 44,38    | Дарен Кларк                                 | 6. септембар 1965.  | Аустралија           | Сеул, Јужна Кореја     | 26. септембар 2019. | [ 9 ]  |
| САР    | 43,18    | Мајкл Џонсон                                | 13. септембар 1967. | Сједињене Државе     | Севиља, Шпанија        | 26. август 1999.    | [ 10 ] |
| РС     | 45,30    | Слободан Бранковић АК Црвена звезда Београд | 1. октобар 1967.    | СФРЈ                 | Сплит СФР Југославија  | 29. август 1990.    | [ 11 ] |

### Светски и континентални рекорди атлетичарки на 400 метара на отвореном
Ово је листа светског и континенталних рекорда на дан 14. новембар 2024.
| Рекорд | Резултат | Име                                     | Датум рођења      | Држава                 | Место                             | Датум            | Извор  |
| ------ | -------- | --------------------------------------- | ----------------- | ---------------------- | --------------------------------- | ---------------- | ------ |
| СР     | 47,60    | Марита Кох                              | 18. фебруар 1957. | Источна Немачка        | Канбера, Аустралија               | 6. октобар 1985. | [ 12 ] |
| АФР    | 49,10    | Фаилат Огункоја                         | 5. децембар 1968. | Нигерија               | Атланта, САД                      | 14. август 1996. | [ 13 ] |
| АЗР    | 48,14    | Салва Еид Насер                         | 23. мај 1998.     | Бахреин                | Доха, Катар                       | 3. октобар 2019. | [ 14 ] |
| ЕР     | 47,60    | Марита Кох                              | 18. фебруар 1957. | Источна Немачка        | Канбера, Аустралија               | 6. октобар 1985. | [ 12 ] |
| ЈАР    | 49,64    | Ксимена Рестрепо Гавириа                | 10. март 1969.    | Колумбија              | Барселона, Шпанија                | 25. јул 1992.    | [ 15 ] |
| ОКР    | 48,63    | Кети Фримен                             | 16. фебруар 1973. | Аустралија             | Атланта Сједињене Америчке Државе | 29. јул 1996.    | [ 16 ] |
| САР    | 48,17    | Марилејди Паулино                       | 25. октобар 1996. | Доминиканска Република | Париз, Француска                  | 9. август 2024.  | [ 17 ] |
| РС     | 51,89    | Тамара Салашки АК Црвена звезда Београд | 16. октобар 1988. | Србија                 | Стара Загора, Бугарска            | 9. јун 2016.     | [ 18 ] |

### Светски и континентални рекорди атлетичара на 400 метара у дворани
Ово је листа светског и континенталних рекорда у дворани на дан 14. новембар 2024.
| Рекорд | Резултат | Име                         | Датум рођења      | Држава          | Место                         | Датум             | Извор  |
| ------ | -------- | --------------------------- | ----------------- | --------------- | ----------------------------- | ----------------- | ------ |
| СР     | 44,49    | Кристофер Моралес-Вилијамс  | 5. август 2004.   | Канада          | Фејетвил, САД                 | 24. фебруар 2024. | [ 19 ] |
| АФР    | 45,18    | Јуџин Омала                 | 5. октобар 2000.  | Уганда          | Лабок, САД                    | 23. фебруар 2024. | [ 20 ] |
| АЗР    | 45,39    | Абдалелах Харун             | 1. јануар 1997.   | Катар           | Стокхолм, Шведска             | 19. фебруар 2015. | [ 21 ] |
| ЕР     | 45,05    | Томас Шенлебе               | 6. август 1965.   | Источна Немачка | Зинделфинген, Западна Немачка | 5. фебруар 1988.  | [ 22 ] |
| ЕР     | 45,05    | Карстен Вархолм             | 28. фебруар 1996. | Норвешка        | Глазгов, Шкотска              | 9. март 2019.     | [ 23 ] |
| ЈАР    | 46,07    | Алехандро Перлаза           | 26. август 1994.  | Колумбија       | Бирмингем, САД                | 9. март 2019.     | [ 24 ] |
| ОКР    | 45,44    | Стивен Соломон              | 16. мај 1993.     | Аустралија      | Клемсон, САД                  | 23. фебруар 2018. | [ 25 ] |
| САР    | 44,49    | Кристофер Моралес-Вилијамс  | 5. август 2004.   | Канада          | Фејетвил, САД                 | 24. фебруар 2024. | [ 19 ] |
| РС     | 46,22    | Бошко Кијановић ОАК Београд | 21. јун 2000.     | Србија          | Београд, Србија               | 7. март 2022.     | [ 26 ] |

### Светски и континентални рекорди атлетичарки на 400 метара у дворани
Ово је листа светског и континенталних рекорда у дворани на дан 14. новембар 2024.
| Рекорд | Резултат | Име               | Датум рођења       | Држава           | Место                         | Датум            | Извор  |
| ------ | -------- | ----------------- | ------------------ | ---------------- | ----------------------------- | ---------------- | ------ |
| СР     | 49,17    | Фемке Бол         | 23. фебруар 2000.  | Холандија        | Глазгов, Уједињено Краљевство | 2. март 2024.    | [ 27 ] |
| ЕР     | 49,17    | Фемке Бол         | 23. фебруар 2000.  | Холандија        | Глазгов, Уједињено Краљевство | 2. март 2024.    | [ 27 ] |
| САР    | 49,48    | Бритон Вилсон     | 13. новембар 2000. | Сједињене Државе | Албукерки, САД                | 11. март 2023.   | [ 28 ] |
| ЈАР    | 51,57    | Алија Абрамс      | 3. април 1997.     | Гвајана          | Београд, Србија               | 18. март 2022.   | [ 29 ] |
| АФР    | 50,73    | Черити Опара      | 20. мај 1972.      | Нигерија         | Штутгарт, Немачка             | 1. фебруар 1998. | [ 30 ] |
| АЗР    | 51,45    | Олувакеми Адекоја | 16. јануар 1993.   | Бахреин          | Портланд, САД                 | 19. март 2016.   | [ 31 ] |
| ОКР    | 52,17    | Мери Холанд       | 25. јул 1963.      | Аустралија       | Будимпешта, Мађарска          | 4. март 1989.    | [ 32 ] |
| РС     | 52,33    | Маја Ћирић        | 7. новембар 1989.  | Србија           | Острава, Чешка                | 3. фебруар 2022. | [ 33 ] |

Легенда
- СР: светски рекорд
- ЕР: европски рекорд
- САР: рекорд Северне Америке
- ЈАР: рекорд Јужне Америке
- АФР: рекорд Африке
- АЗР: рекорд Азије
- ОКР: рекорд Аустралије и Океаније
- РС: рекорд Србије